# Gallery Row
Gallery Row – ciąg komunikacyjny wzdłuż Main Street i Spring Street w śródmieściu (downtown) Los Angeles w Kalifornii w USA wokół którego zlokalizowane są galerie sztuki.
Jest to projekt Rady Miasta (City Council) mający na celu rozwój tego rejonu.
Pomysłodawcami założenia Gallery Row byli artyści Nic Cha Kim and Kjell Hagen, pomysł zyskał poparcie radnych i w 2003 roku został zatwierdzony. Od 2004 roku odbywa się tam coroczny Downtown Art Walk.